# Liste der Naturdenkmale in Breuna
Die Liste der Naturdenkmale in Breuna nennt die auf dem Gebiet der Gemeinde Breuna im Landkreis Kassel in Hessen gelegenen Naturdenkmale. Dies sind gegenwärtig Bäume an 6 Standorten und 4 Flächenhafte Naturdenkmale.

## Bäume
| Bild                          | Bezeichnung             | Ortsteil, Lage                                | Beschreibung | Art                                                              | Nr.      |
| ----------------------------- | ----------------------- | --------------------------------------------- | --- | ---------------------------------------------------------------- | -------- |
| mehr Fotos \| Fotos hochladen | 2 Eichen                | Breuna 51° 25′ 36,1″ N, 9° 11′ 3″ O           | Stieleichen ca. 700 m nördlich des Ortsrandes von Breuna. Die beiden Bäume stehen nebeneinander am Waldrand nördlich des Sportplatzes, „Im Knick“. Etwas weiter nördlich, entlang der L 3312, stehen weitere alte Eichen. Der westliche Baum: Stammumfang: 3,70 m Höhe: 18 m Pflanzjahr: ca. 1805 OSM-Link zur Kartendarstellung: die westliche Eiche am Sportplatz Der östliche Baum: Stammumfang: 3,50 m Höhe: 18 m Pflanzjahr: ca. 1805 OSM-Link zur Kartendarstellung: die östliche Eiche am Sportplatz | Quercus robur                                                    | 6.33.091 |
| mehr Fotos \| Fotos hochladen | 1 Eiche „Gerichtseiche“ | Breuna 51° 24′ 49,3″ N, 9° 10′ 0,8″ O         | Stieleiche ca. 700 m westlich des Ortsrandes von Breuna. Der Standort trägt die alte Flurbezeichnung „Auf dem Gericht“, was die Vermutung nahelegt, dass hier früher Recht gesprochen wurde. Dies ist allerdings nicht sicher belegt. Heute steht die Eiche nur ca. 200 m östlich der über 500 m langen Talbrücke Breuna, an der Autobahn 44, die mit ihrer Lärmkulisse die Landschaft prägt. Die Gemeinde Breuna verwendet aktuell die „Gerichtseiche“ als Logo in ihrer Internetpräsenz. Stammumfang: 6,85 m Höhe: 16 m Pflanzjahr: ca. 1685 OSM-Link zur Kartendarstellung: „Gerichtseiche“ bei Breuna       | Quercus robur                                                    | 6.33.092 |
| mehr Fotos \| Fotos hochladen | 1 Eiche                 | Breuna 51° 25′ 4,1″ N, 9° 9′ 48,2″ O          | Stieleiche ca. 900 m westlich des Ortsrandes von Breuna, etwa 500 m nordwestlich der Gerichtseiche (s. o.). Der Baum steht „Auf dem Schoren“, direkt neben einer Windkraftanlage und nur etwa 250 m östlich der Autobahn 44. Stammumfang: 2,75 m Höhe: 10 m Pflanzjahr: ca. 1925 OSM-Link zur Kartendarstellung: Eiche an der Autobahn 44 | Quercus robur                                                    | 6.33.093 |
| mehr Fotos \| Fotos hochladen | 1 Blutbuche, 1 Eiche    | Oberlistingen 51° 26′ 43,6″ N, 9° 13′ 55,6″ O | Stieleiche am nordwestlichen Ortsrand von Oberlistingen, auf dem Friedhof. Dort stand auch die gleichalte Blutbuche, diese fiel allerdings am 28. Juli 2013 in einem Sturm. Im südöstlichen Bereich des Friedhofs ist noch deren Stumpf erhalten und eine kleine Informationstafel erinnert an den Baum. Neben dem Stumpf der Buche wurde ein neuer Baum gepflanzt. Die verbliebene Eiche steht in der Mitte des Friedhofs. Der beeindruckende Baum dominiert das gesamte Gelände. Stammumfang: 5,10 m Höhe: 16 m Pflanzjahr: ca. 1875 OSM-Link zur Kartendarstellung: Eiche auf dem Friedhof von Oberlistingen | (Fagus sylvatica f. purpurea nicht mehr vorhanden) Quercus robur | 6.33.096 |
| mehr Fotos \| Fotos hochladen | Lindenallee             | Wettesingen 51° 27′ 13″ N, 9° 11′ 23,5″ O     | Sommerlinden in der Ortsmitte von Wettesingen. Die 33 Bäume, darunter einige Nachpflanzungen, stehen beidseits eines Weges der von der Warburger Straße zu einem Gutshof führt. Die Allee ist nicht gerade, sondern leicht geschwungen. Stammumfang: 2,40 – 2,80 m Höhe: 22 – 25 m Pflanzjahr: ca. 1925 OSM-Link zur Kartendarstellung: Die östlichste Linde der Allee in Wettesingen | Tilia platyphyllos                                               | 6.33.097 |
| mehr Fotos \| Fotos hochladen | 2 Linden                | Wettesingen 51° 27′ 1″ N, 9° 11′ 18,7″ O      | Sommerlinden am südwestlichen Ortsrand von Wettesingen. Die beiden Bäume stehen nebeneinander auf dem Nordteil des Friedhofs, direkt an der Parkstraße. Der westliche Baum: Stammumfang: 4,10 m Höhe: 25 m Pflanzjahr: ca. 1885 OSM-Link zur Kartendarstellung: die westliche Linde auf dem Friedhof in Wettesingen Der östliche Baum: Stammumfang: 3,90 m Höhe: 25 m Pflanzjahr: ca. 1885 OSM-Link zur Kartendarstellung: die östliche Linde auf dem Friedhof in Wettesingen | Tilia platyphyllos                                               | 6.33.098 |

## Flächenhafte Naturdenkmale
| Bild           | Bezeichnung                       | Ortsteil, Lage                                             | Beschreibung | Nr.      |
| -------------- | --------------------------------- | ---------------------------------------------------------- | --- | -------- |
| weitere Bilder | Feuchtgebiet Hinterm Eichenbeutel | Breuna 51° 24′ 25,3″ N, 9° 9′ 4″ O                         | Feuchtgebiet mit Bachlauf südwestlich von Breuna, bei Rhöda. Der „Rhödaer Bach“ durchfließt das Gelände. Am Nordrand des Gebietes verläuft ein Wirtschaftsweg, der Bestandteil mehrerer Wanderwege ist. Fläche: ca. 3,1 ha OSM-Link zur Kartendarstellung: „Feuchtgebiet Hinterm Eichenbeutel“ südwestlich von Breuna | 6.33.094 |
| weitere Bilder | Schlüsselgrund                    | Wettesingen 51° 26′ 32,6″ N, 9° 9′ 56,1″ O                 | Magerrasen mit Wacholdern und anderen Gehölzen ca. 2,0 km südwestlich von Wettesingen. Das Naturdenkmal bildet den Westhang einer Anhöhe. Es enthält einen langgestreckten kurzrasigen Kernbereich, der von Heckenzügen und Bäumen umgeben ist. Im Zentrum finden sich zahlreiche, oft vergleichsweise große, Wacholderpflanzen. Durch das Gelände führt der Rundwanderweg 5 (ab Wanderparkplatz Wettesingen). Fläche: ca. 5,0 ha OSM-Link zur Kartendarstellung: „Schlüsselgrund“ südwestlich von Wettesingen | 6.33.099 |
| weitere Bilder | Basaltkegel Vor den Hängen        | Wettesingen und Oberlistingen 51° 27′ 5″ N, 9° 12′ 50,3″ O | Basaltkegel mit Magerrasen und Streuobstbestand zwischen Wettesingen und Oberlistingen. Im Norden des Naturdenkmals findet sich eine Fläche mit alten Hutebäumen. Westlich liegt ein aufgelassener Steinbruch mit Grillstelle. Fläche: ca. 0,6 ha OSM-Link zur Kartendarstellung: „Basaltkegel Vor den Hängen“ zwischen Wettesingen und Oberlistingen | 6.33.100 |
| weitere Bilder | Orchideenwiese                    | Niederlistingen 51° 27′ 14,1″ N, 9° 15′ 15,2″ O            | Kleine Magerrasenfläche auf Muschelkalk ca. 500 m nördlich des Ortsrandes von Niederlistingen. Der kleine, leicht geneigte Hang liegt südlich des Waldrandes und nördlich eines Wirtschaftsweges, der direkt an der Fläche vorbeiführt. Der Name des Naturdenkmals nimmt Bezug auf das Vorkommen des geschützten Dreizähnigen Knabenkrautes. Der Naturdenkmalstatus besteht seit 2005. Fläche: ca. 0,13 ha OSM-Link zur Kartendarstellung: „Orchideenwiese“ nördlich von Niederlistingen                       | 6.33.101 |

## Belege
1. ↑  Nach dem amtlichen Kataster der Unteren Naturschutzbehörde des Landkreises Kassel und vor Ort Recherche 2016/2017.
2. 1 2 3 4 5 6  Angaben zu Stammumfang (sofern keine eigene Messung), Größe und Pflanzjahr nach Rüdiger Germeroth, Horst Koenies, Reiner Kunz: Natürliches Kulturgut - Vergangenheit und Zukunft der Naturdenkmale im Landkreis Kassel, Herausgeber: Kreisausschuss des Landkreises Kassel, Untere Naturschutzbehörde, Wolfhagen, 2005, Anhang "Bäume" S. 186 ff. Das Pflanzjahr wurde über das dort geschätzte Alter und das Erscheinungsjahr (2005) der Publikation zurückgerechnet.
3. ↑  siehe Archivierte Kopie (Memento des Originals vom 21. August 2017 im Internet Archive)  Info: Der Archivlink wurde automatisch eingesetzt und noch nicht geprüft. Bitte prüfe Original- und Archivlink gemäß Anleitung und entferne dann diesen Hinweis. abgerufen 2017-08-21
4. ↑  Messung 2020-12-30 in h=1,30 m
5. ↑  Messung 2017-10-15 in h=1,30 m
6. ↑  Messung 2017-08-20 in h=1,30 m
7. ↑  Messung 2017-08-20 in h=1,30 m
8. 1 2 3 4  Angaben nach Rüdiger Germeroth, Horst Koenies, Reiner Kunz: Natürliches Kulturgut - Vergangenheit und Zukunft der Naturdenkmale im Landkreis Kassel, Herausgeber: Kreisausschuss des Landkreises Kassel, Untere Naturschutzbehörde, Wolfhagen, 2005, Anhang "Flächenhafte Naturdenkmale" S. 162 ff.
9. ↑  siehe die Route auf der Website des Naturpark Habichtswald: Archivierte Kopie (Memento des Originals vom 22. August 2017 im Internet Archive)  Info: Der Archivlink wurde automatisch eingesetzt und noch nicht geprüft. Bitte prüfe Original- und Archivlink gemäß Anleitung und entferne dann diesen Hinweis. abgerufen 2017-08-21

- Karte mit allen Koordinaten:
- OSM |
- WikiMap